# 宋黎真口岸
11°41′32″N 106°24′22″E / 11.692222°N 106.406111°E
宋黎真口岸，是越南西寧省新珠县新河乡的一个边境口岸。该口岸与柬埔寨特本克蒙省萨通口岸相接。